# Českobratrský evangelický chrám Jana Amose Komenského
Českobratrský evangelický chrám Jana Amose Komenského, lidově zvaný Červený kostel, se nachází na brněnském Komenského náměstí v městské části Brno-střed na severním okraji katastrálního území Město Brno.

## Popis
Byl postaven ve stylu severoněmecké gotiky v roce 1867. Kostel z červených režných cihel je dlouhý 45 m, jeho věž má výšku 50 m. V souladu s protestantskou tradicí je jeho interiér strohý a jednoduchý. Jednou z mála ozdob jsou sochařské práce od Franze Schönthalera.

## Historie
Po vydání tolerančního patentu byl v Brně v roce 1782 založen evangelický sbor augsburského vyznání (luterský). Tento sbor tvořili převážně němečtí imigranti činní jako dělníci v brněnských továrnách. Jejich modlitebna se nacházela na dnešní Husově ulici v budově bývalé konírny.

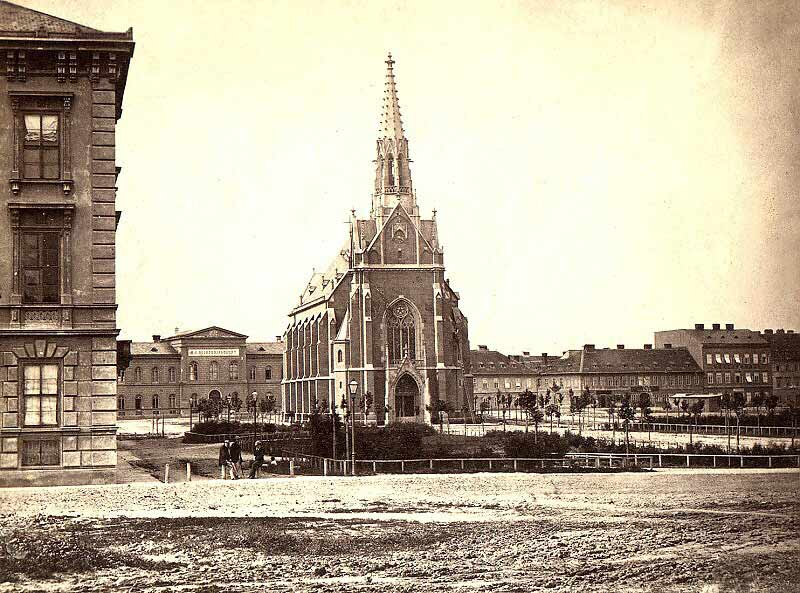
Kostel v roce 1867

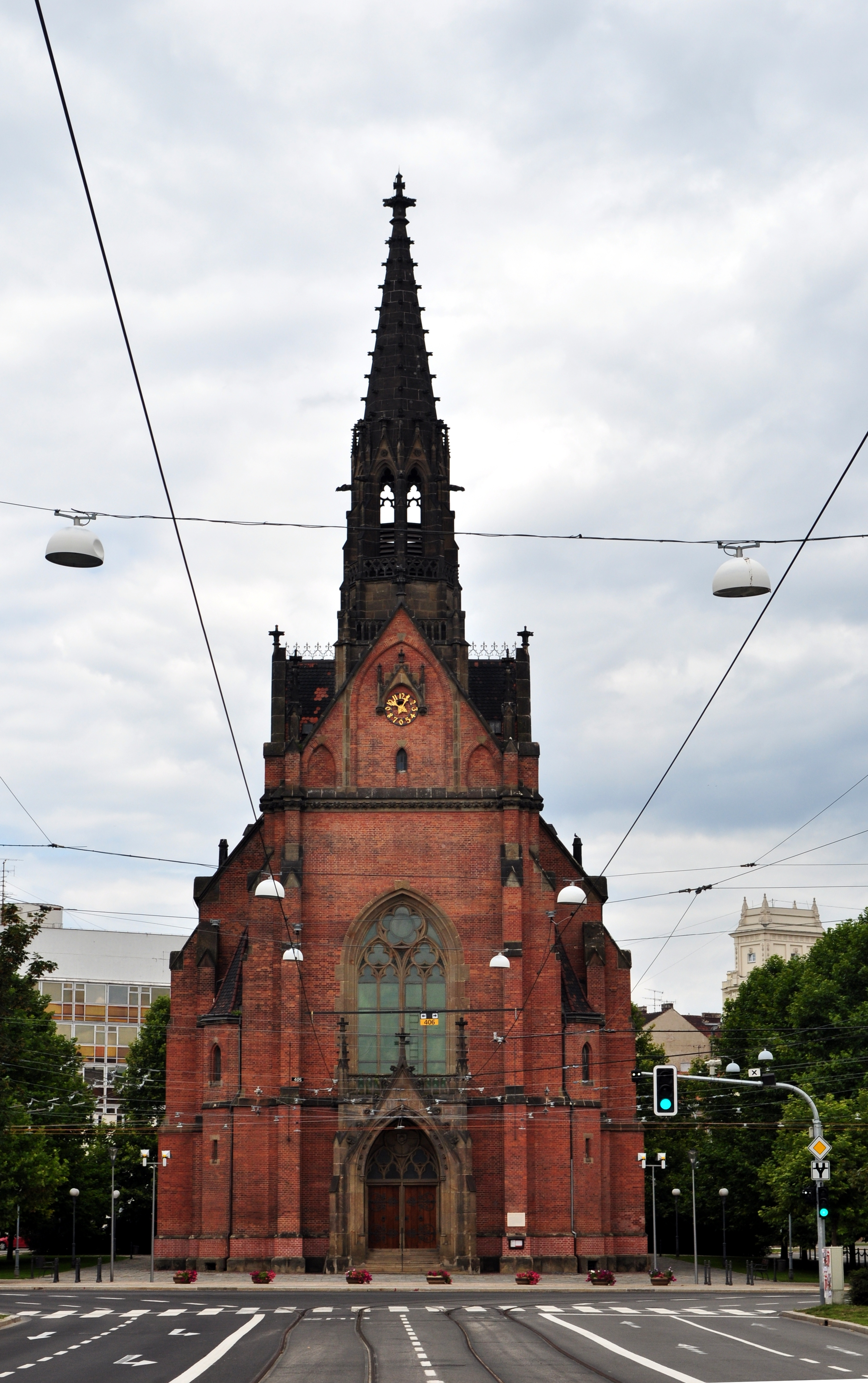
Pohled na průčelí z Husovy ulice

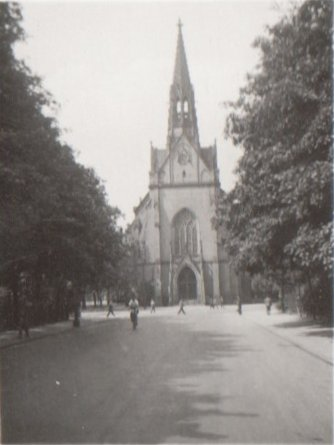
Kostel v šedesátých letech 20. století

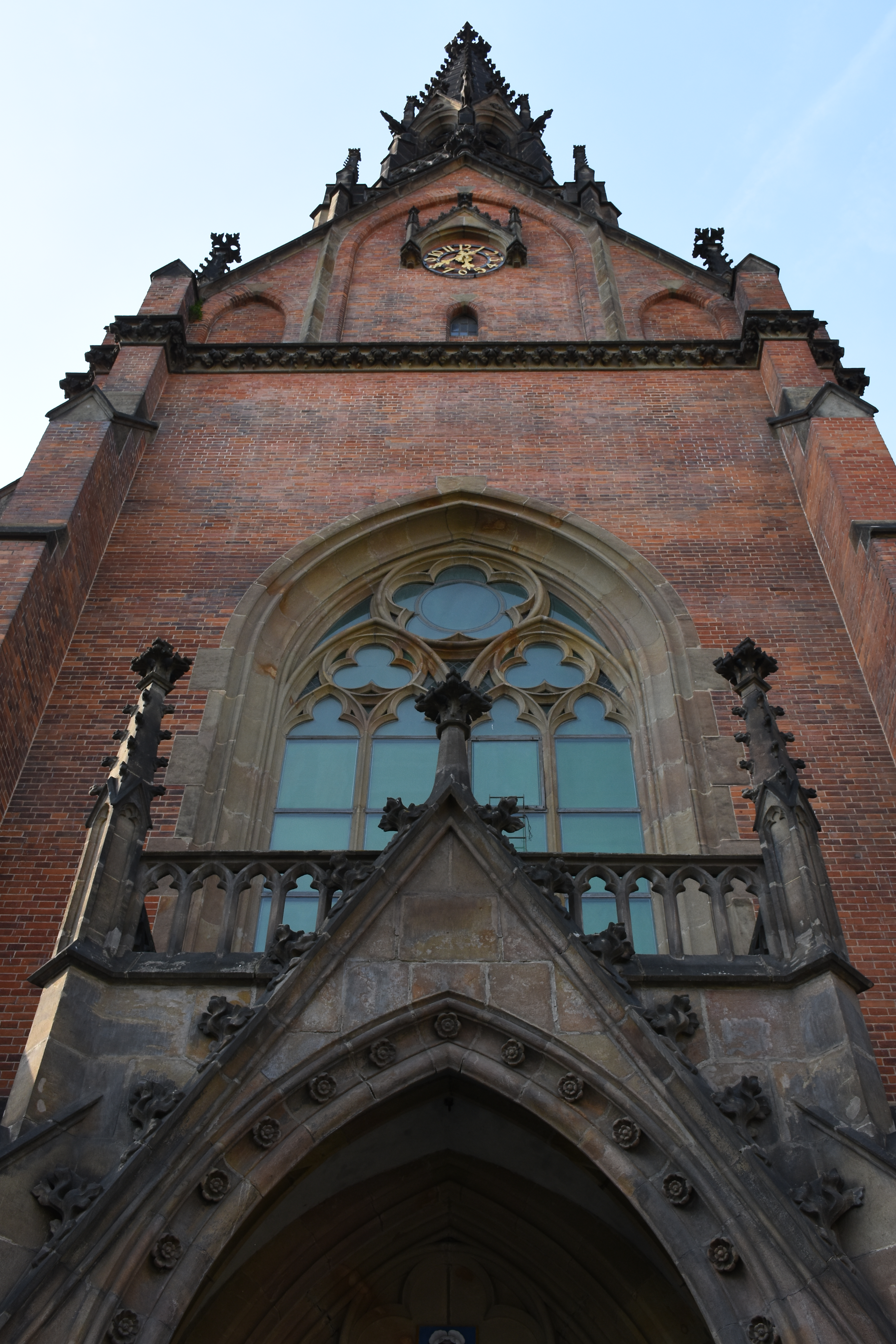
Portál Červeného kostela

Po vydání Únorové ústavy v roce 1861, která evangelíkům povolovala stavbu kostelů v rakousko-uherské monarchii, se brněnští luteráni okamžitě chopili příležitosti a již v následujícím roce vypsali soutěž na stavbu kostela. V soutěži, které se deseti návrhy zúčastnili renomovaní rakouští architekti, zvítězil projekt architekta Heinricha von Ferstela. Na stavbu dohlížel brněnský stavitel Mořic Kellner von Brünnheim. Základní kámen stavby byl položen 7. září 1863. Kostel byl pojmenován jako Kristův (Christuskirche) a v roce 1867 byl slavnostně otevřen. Chrám měl být původně realizován na místě toleranční modlitebny v Husově ulici. První návrhy soutěže také počítaly s místem v uliční řadě dnešní Husovy ulice. Luteránské komunitě se však podařilo získat prestižní místo v čele Husovy ulice na dnešním Komenského náměstí v pohledové ose k Pirchanově obelisku v Denisových sadech. Kristův evangelický chrám se tak stal dominantou brněnské okružní třídy a jednou z výrazných brněnských staveb vůbec.
V roce 1874 se „německý“ luterský sbor přejmenoval unionovaný, aby se k němu mohli hlásit i evangelíci helvetského vyznání (reformovaní), kteří byli převážně české národnosti. V této době se zde příležitostně konaly i bohoslužby v češtině. Pro národnostní rozepře však čeští evangelíci ze sboru odešli a v roce 1878 založili kazatelskou stanici reformovaného sboru v Nosislavi, která se později stala samostatným sborem v Brně. Tento sbor si později postavil vlastní Betlémský kostel na Pellicově ulici.
Po vzniku Československa v roce 1918 se český reformovaný sbor stal součástí Českobratrské církve evangelické, německý luterský sbor se stal součástí Německé evangelické církve. Po skončení druhé světové války a odsunu Němců byl „Červený kostel“ přidělen Českobratrské církvi evangelické. Kostel užívá její první brněnský sbor. V letech 1975 – 1990 byl kostel uzavřen kvůli problémům se statikou. Po sametové revoluci byl opraven.

## Současnost
V lednu 2011 student Masarykovy univerzity zazdil USB flash disk do zdi Červeného kostela. Náhodný kolemjdoucí na ni mohl nahrát libovolná data. Jednalo se o první zapojení do streetartového projektu Dead drops v České republice. Flash disk byl ale po krátké době odstraněn.
Občanské sdružení Nesehnutí upozornilo, že v aktualizovaném územním plánu města Brna, projednávaném v roce 2014, jsou plochy zeleně kolem kostela začleněny do plochy dopravy a podalo proti tomu připomínku.